# Лосева Гора
Лосева Гора — деревня в Старопольском сельском поселении Сланцевского района Ленинградской области.

## История
Деревня Лосева Гора, состоящая из 22 крестьянских дворов, упоминается на карте Санкт-Петербургской губернии Ф. Ф. Шуберта 1834 года.

ЛОСЕВА ГОРА — деревня принадлежит ведомству Павловского городового правления, число жителей по ревизии: 85 м. п., 93 ж. п. (1838 год)

Как деревня Лосева Гора из 22 дворов она отмечена на карте профессора С. С. Куторги 1852 года.

ЛОСЕВА ГОРА — деревня Павловского городового правления, по просёлочной дороге, число дворов — 17, число душ — 81 м. п. (1856 год)

ЛОСЕВА ГОРА — деревня Павловского городового правления при ручье безымянном, число дворов — 20, число жителей: 79 м. п., 74 ж. п. (1862 год) 

В XIX — начале XX века деревня административно относилась к Константиновской волости 1-го земского участка 1-го стана Гдовского уезда Санкт-Петербургской губернии.
Согласно Памятной книжке Санкт-Петербургской губернии 1905 года деревня называлась Лосева-Гора и образовывала Лосевское сельское общество.
До марта 1917 года деревня находилась в составе Константиновской волости Гдовского уезда.
С марта 1917 года, в составе Лосевогорского сельсовета Доложской волости.
- Деревня Лосева Гора на карте 1919 года

С февраля 1924 года, в составе Заручьевского сельсовета.
С февраля 1926 года, вновь в составе Лосевогорского сельсовета.
С февраля 1927 года, в составе Выскатской волости.
С августа 1927 года, в составе Рудненского района.
С 1928 года, вновь в составе Заручьевского сельсовета. В 1928 году население деревни составляло 196 человек.
По данным 1933 года деревня Лосева Гора входила в состав Заручьевского сельсовета Рудненского района. С августа 1933 года, в составе Осьминского района.
С 1 августа 1941 года по 31 января 1944 года, германская оккупация.
С 1961 года, в составе Сланцевского района.
С 1963 года, в составе Кингисеппского района.
По состоянию на 1 августа 1965 года деревня Лосева Гора входила в состав Заручьевского сельсовета Кингисеппского района. С ноября 1965 года, вновь в составе Сланцевского района. В 1965 году население деревни составляло 11 человек.
По данным 1973 года деревня Лосева Гора входила в состав Заручьевского сельсовета.
По данным 1990 года деревня Лосева Гора входила в состав Старопольского сельсовета.
В 1997 году в деревне Лосева Гора Старопольской волости проживали 2 человека, в 2002 году — 4 человека (русские — 75 %).
В 2007 году в деревне Лосева Гора Старопольского СП проживали 3 человека, в 2010 году — 19 человек.

## География
Деревня расположена в юго-восточной части района на автодороге 41К-810 (Кологриво — Лосева Гора — Заручье).
Расстояние до административного центра поселения — 18 км.
Расстояние до ближайшей железнодорожной платформы Сланцы — 52 км.
Деревня находится на левом берегу реки Селково, левого притока реки Долгая, к северу от озера Стрежино.

## Демография
| 1862 | 2007 | 2010 | 2017 |
| ---- | ---- | ---- | ---- |
| 153  | ↘3   | ↗19  | ↘8   |